# Грчка на Светском првенству у атлетици у дворани 2016.
Грчка је на 16. Светском првенству у атлетици у дворани 2016. одржаном у Портланду од 17. до 20. марта учествовала шеснаести пут, односно учествовала је на свим првенствима до данас. Репрезентација Грчке имала је 6 учесника (3 мушкарца и 3 жене), који су се такмичили у 5 дисциплина (3 мушке и 2 женске).,
На овом првенству Грчка је по броју освојених медаља делила 25. место са 2 бронзане медаље. У табели успешности према броју и пласману такмичара који су учествовали у финалним такмичењима (првих 8 такмичара) Грчка је са 5 учесника у финалу делила 14. место са 21 бодова.
| Плас. | Земља | 1. место | 2. место | 3. место | 4. место | 5. место | 6. место | 7. место | 8. место | Бр. финал. | Бод. |
| ----- | ----- | -------- | -------- | -------- | -------- | -------- | -------- | -------- | -------- | ---------- | ---- |
| =14.  | Грчка | 0        | 0        | 2        | 0        | 1        | 1        | 1        | 0        | 5          | 21   |

## Учесници
| Мушкарци: - Костадинос Дувалидис — 60 м препоне - Костадинос Баниотис — Скок увис - Костадинос Филипидис — Скок мотком | Жене: - Катерина Стефаниди — Скок мотком - Николета Киријакопулу — Скок мотком - Параскеви Папахристу — Троскок |  |

## Освајачи медаља (2)

### Бронза (2)
- Катерина Стефаниди — Скок мотком
- Параскеви Папахристу — Троскок

## Резултати

### Мушкарци
| Атлетичар            | Дисциплина   | Лични рекорд | Квалификација | Квалификација | Полуфинале | Полуфинале | Финале               | Финале       | Детаљи |
| Атлетичар            | Дисциплина   | Лични рекорд | Резултат      | Место         | Резултат   | Место      | Резултат             | Место        | Детаљи |
| -------------------- | ------------ | ------------ | ------------- | ------------- | ---------- | ---------- | -------------------- | ------------ | ------ |
| Костадинос Дувалидис | 60 м препоне | 7,60 НР      | 7,74 КВ       | 3. у гр. 3    | 7,79       | 5. у гр. 1 | Није се квалификовао | 15 / 28 (28) |        |
| Костадинос Баниотис  | Скок увис    | 2,33         |               |               |            |            | 2,29                 | 5 / 17       |        |
| Костадинос Филипидис | Скок мотком  | 5,84 НР      | 5,65          | 7 / 14        |            |            |                      |              |        |

### Жене
| Атлетичарка           | Дисциплина  | Лични рекорд | Квалификације | Квалификације | Финале   | Финале | Детаљи |
| Атлетичарка           | Дисциплина  | Лични рекорд | Резултат      | Место         | Резултат | Место  | Детаљи |
| --------------------- | ----------- | ------------ | ------------- | ------------- | -------- | ------ | ------ |
| Катерина Стефаниди    | Скок мотком | 4,90 НР      |               |               | 4,80     |        |        |
| Николета Киријакопулу | Скок мотком | 4,83         | 4,60          | 6 / 8 (10)    |          |        |        |
| Параскеви Папахристу  | Троскок     | 14,47        | 14,15         |               |          |        |        |